# Somoto
Somoto – miasto w Nikaragui, położone w północno-zachodniej części kraju, na wysokości 700 m n.p.m. Ośrodek administracyjny departamentu Madriz.
W Somoto znajduje się kościół z 1661 roku zbudowany z cegły adobe. Tutaj urodził się nikaraguański muzyk, piosenkarz i kompozytor Carlos Mejía Godoy.

## Współpraca
- Lasarte-Oria, Hiszpania
- Llodio, Hiszpania
- Leganés, Hiszpania
- Vic, Hiszpania
- Fougères, Francja